# Ivahona
Ivahona est une commune urbaine malgache située dans la partie nord-est de la région d'Anosy.